# 山西黄芩
山西黄芩（学名：Scutellaria shansiensis）为唇形科黄芩属下的一个种。

## 扩展阅读
- 維基物種上的相關：山西黄芩